# Aimone di Savoia-Aosta (re di Croazia)
Aimone di Savoia, duca d'Aosta (nome completo Aimone Roberto Margherita Maria Giuseppe Torino di Savoia-Aosta; Torino, 9 marzo 1900 – Buenos Aires, 29 gennaio 1948), è stato un militare e ammiraglio italiano, membro della Casa Savoia, appartenente al ramo Savoia-Aosta.
Fu anche re di Croazia con il nome di Tomislavo II, senza però mai prendere possesso del trono.

## Biografia

### Infanzia

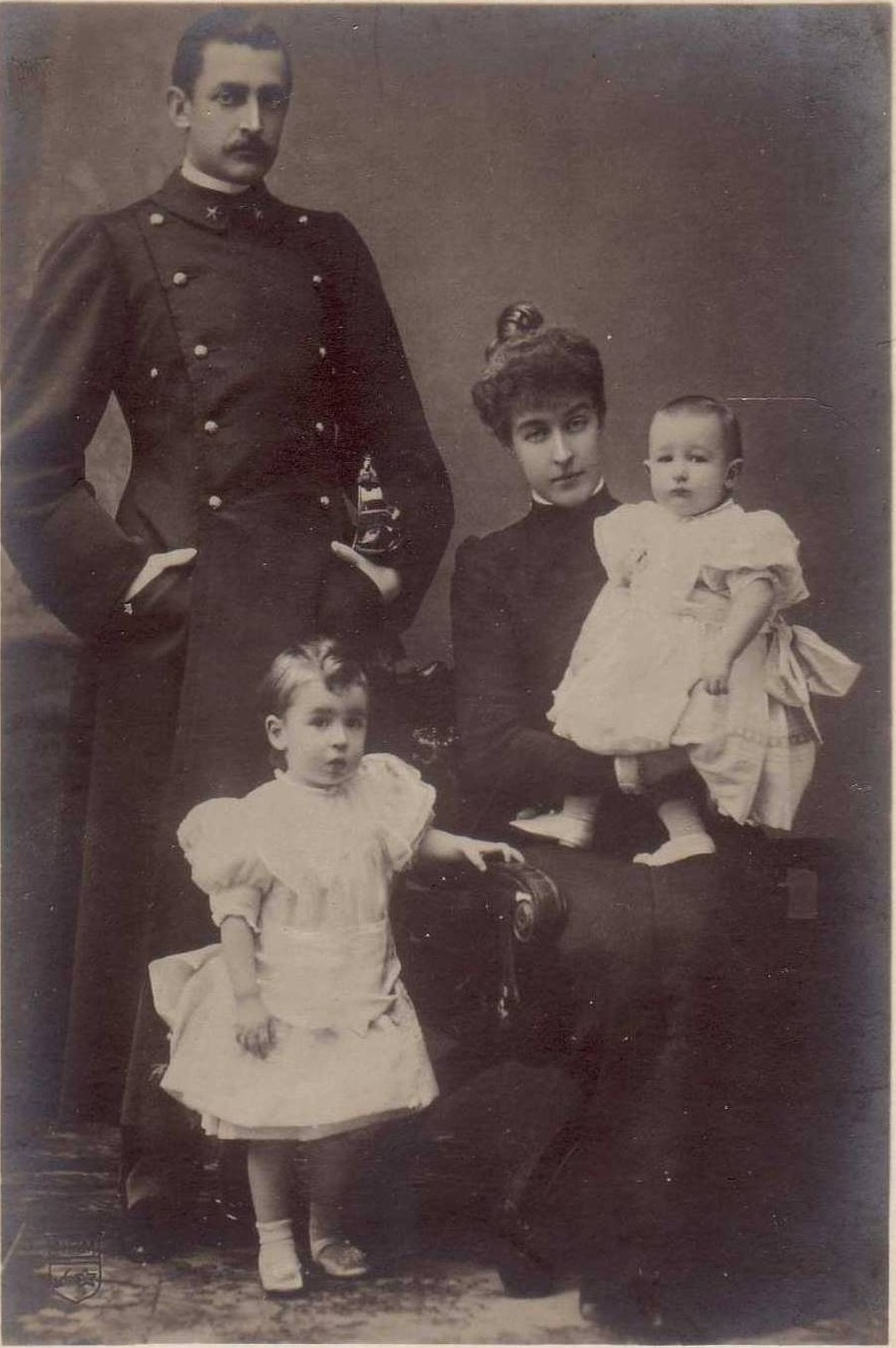
Emanuele Filiberto di Savoia-Aosta, Elena d'Orléans, Amedeo e Aimone in tenera età nel 1901

Fratello minore di Amedeo di Savoia-Aosta, terzo duca d'Aosta, Aimone nacque a Torino il 9 marzo 1900 da Emanuele Filiberto, secondo duca d'Aosta, e da Elena di Borbone-Orléans. Suoi nonni erano il re di Spagna Amedeo I e la regina Maria Vittoria dal Pozzo della Cisterna, mentre suo bisnonno era il re d'Italia Vittorio Emanuele II.
Il 22 settembre 1904 ricevette il titolo di Duca di Spoleto.

### Regia Marina

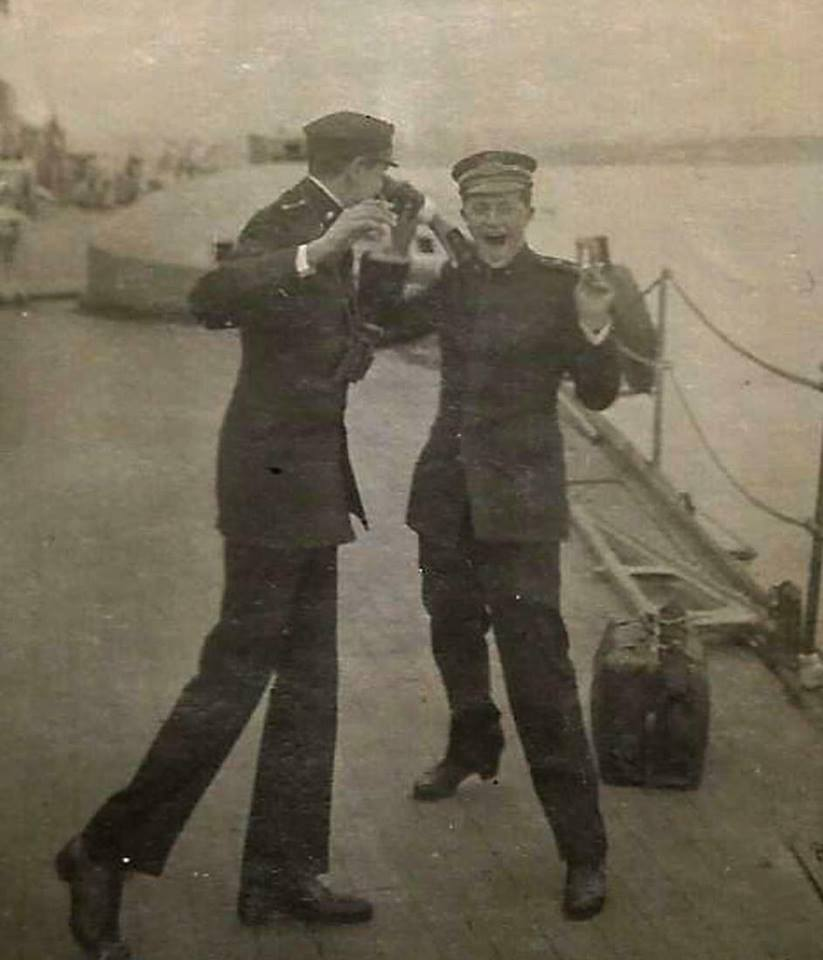
Il Duca di Spoleto a bordo della Dante Alighieri (1916)

Uscito il 27 aprile 1916 dall'Accademia Navale di Livorno con il grado di guardiamarina, Aimone divenne sottotenente di vascello l'anno successivo. Dal 1916 è imbarcato sulle Dante Alighieri, Andrea Doria e Vincenzo Giordano Orsini.
Impiegato come pilota dal marzo 1918 viene assegnato all'Isola di Sant'Andrea (Venezia) nella 251ª Squadriglia di idrovolanti dotata di Macchi L.3 negli ultimi mesi della prima guerra mondiale, dal 14 giugno ne diventa comandante e fu decorato con una croce di guerra, una Medaglia d'argento al Valor Militare e due di bronzo.
Nell'immediato dopoguerra, il 10 novembre 1918, venne promosso tenente di vascello continuando a volare.
Nel 1920-1921 è sulla Roma impegnata in Sud America e nel 1922-1923 sulla Sebastiano Caboto impegnata in Cina.
Dal 9 novembre 1925 diventa capitano di corvetta e dal 1926 al 1928 comanda il nuovissimo ct Quintino Sella.

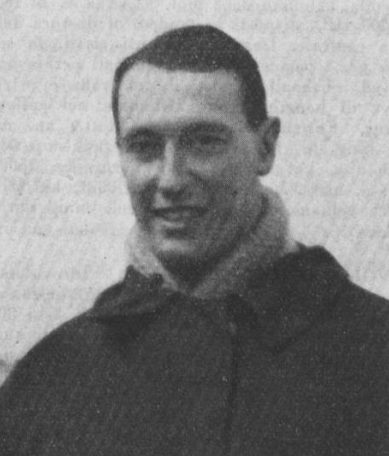
Aimone di Spoleto durante la spedizione sul Karakorum

Nel 1929, passato capitano di fregata il 19 luglio, vent'anni dopo suo zio Luigi Amedeo di Savoia-Aosta, Aimone organizza una spedizione geografica italiana sul Karakorum insieme ad Ardito Desio. Dopo il rientro è addetto allo stato maggiore della divisione speciale dell'ammiraglio Salvatore Denti Amari di Pirajno nel 1930-31 e contemporaneamente collabora alla pubblicazione dei risultati. In seguito comanda il ct Bettino Ricasoli e la 4ª squadriglia (Ricasoli, Crispi, Sella e Nicotera) nel 1932-33. Successivamente si concentra su studi scientifici, poi nel febbraio 1933 viene trasferito al comando militare delle Isole Brioni e dal 1º marzo 1934 diventa capitano di vascello.
Il 24 dicembre 1935 Aimone arriva a Massaua ed assume il comando delle siluranti nel Mar Rosso.
Dal 1935 al 1936 comanda il Pantera, sede del comando del Gruppo Leggero, in Africa Orientale Italiana.
Contrammiraglio dall'8 novembre 1936, fu comandante della piazza di Pola dal 1937 al 1938.
Dall'ottobre 1938 al novembre 1939 promosso ammiraglio di divisione (anzianità 30 dicembre 1938), comandò la 4ª Divisione navale (incrociatori Da Barbiano, Di Giussano e Diaz) e dal 14 novembre 1939 fu promosso ammiraglio di squadra.
Nel 1936 Aimone di Savoia-Aosta inventa i barchini esplosivi M.T.M., mezzi d'assalto che verranno usati dagli incursori dei MAS.
Dal marzo 1940 al maggio 1941 diventa Comandante in capo del dipartimento marittimo dell'Alto Tirreno con sede alla Spezia.
Dopo l'entrata dell'Italia nella seconda guerra mondiale, nel febbraio 1942 fu posto al comando dell'ispettorato generale delle flottiglie MAS (Generalmas), con sede prima a Livorno e poi a Lerici, fino all'8 settembre 1943.

### Matrimonio

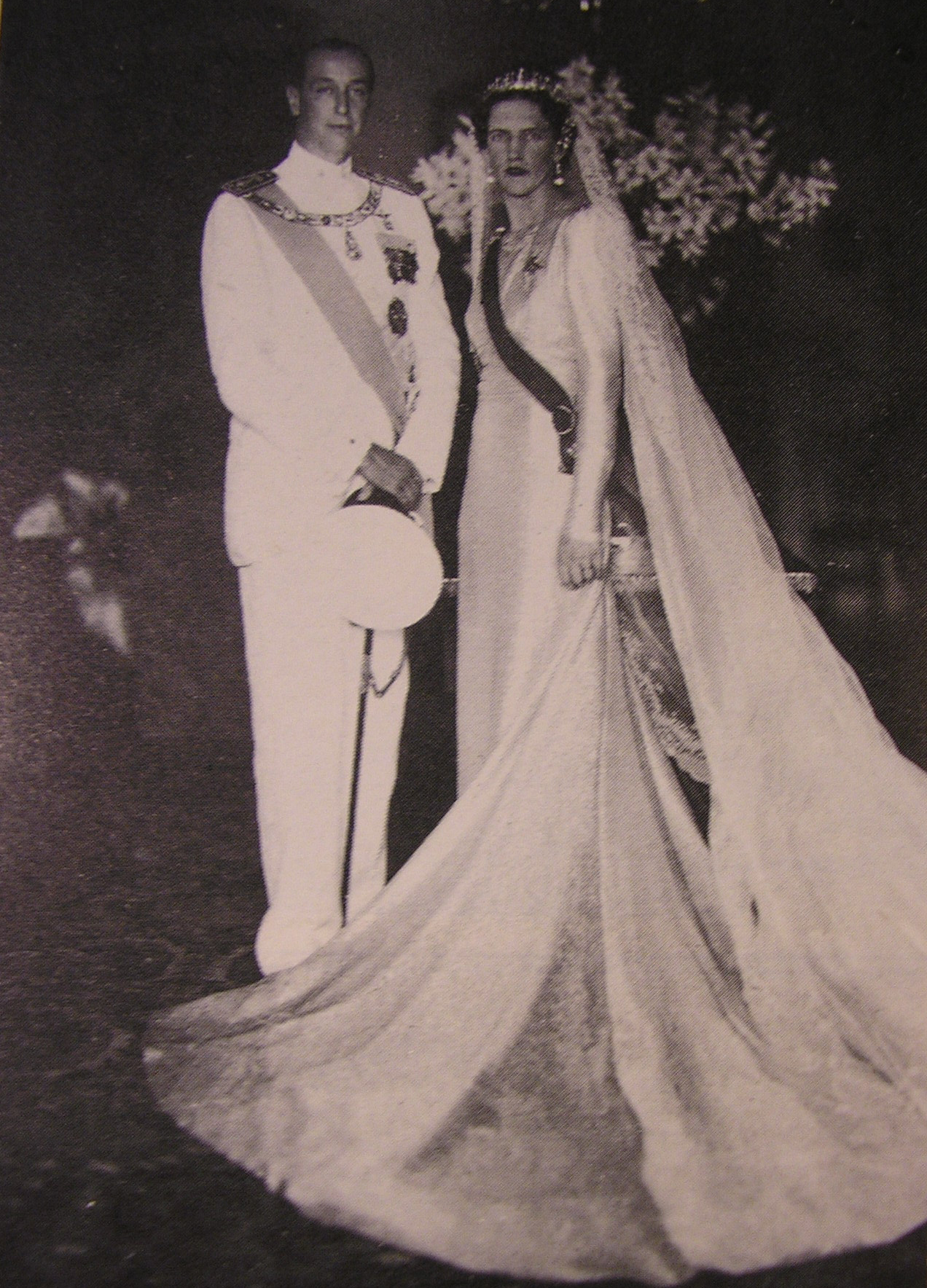
Il principe Aimone e la principessa Irene di Grecia il giorno delle loro nozze, il 1º luglio 1939

Il 1º luglio 1939, in Santa Maria del Fiore a Firenze, sposò la principessa Irene di Grecia, figlia del re Costantino I e della regina Sofia. Da questo matrimonio nacque un solo figlio, Amedeo, nato a Firenze il 27 settembre 1943.

### Re di Croazia

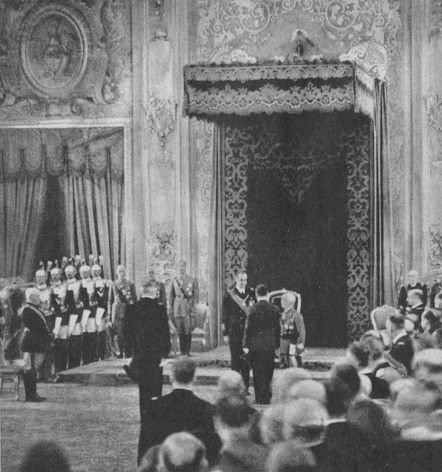
Aimone di Savoia presta giuramento come Re di Croazia

L'idea di un italiano sul trono di una Croazia indipendente nacque il 9 marzo 1939 quando Galeazzo Ciano ricevette Giuseppe de Bombelles, un agente segreto al servizio di Ante Pavelić. Dopo aver lamentato lo stato pietoso nel quale i serbi tenevano i croati nell'ambito del Regno di Jugoslavia dei Karađorđević, de Bombelles suggerì come "ideale per la Croazia: un regno autonomo, con un principe italiano, o, in unione personale con il Re d'Italia".
Intanto si parlava anche di proposte ed intese fra alti esponenti politici ungheresi ed italiani affinché Amedeo, il fratello di Aimone, cingesse la corona d'Ungheria, rimasta vacante dopo la sconfitta degli Asburgo al termine della prima guerra mondiale (reggente era l'ammiraglio Miklós Horthy; la morte di Amedeo nel 1942, però, fece sfumare il piano di mettere un Savoia sul trono di Budapest).
     Aree assegnate all'Italia: l'area costituente la provincia di Lubiana, l'area accorpata alla provincia di Fiume e le aree costituenti il Governatorato di Dalmazia
     Stato Indipendente di Croazia
     Area occupate dalla Germania nazista
     Aree occupate dal Regno d'Ungheria

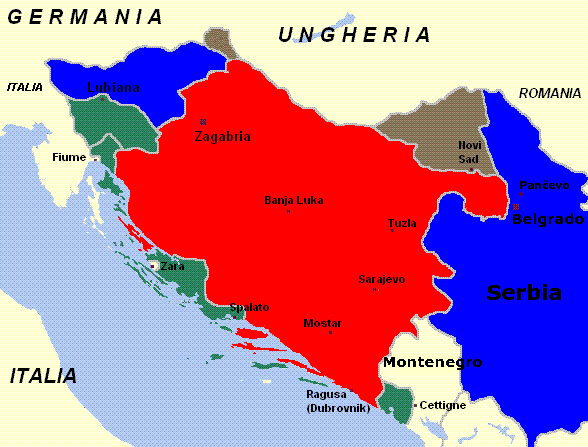
Divisione della Jugoslavia dopo la sua invasione da parte delle Potenze dell'Asse.
Aree assegnate all'Italia: l'area costituente la provincia di Lubiana, l'area accorpata alla provincia di Fiume e le aree costituenti il Governatorato di Dalmazia
Stato Indipendente di Croazia
Area occupate dalla Germania nazista
Aree occupate dal Regno d'Ungheria

Intanto il ministro degli esteri Ciano stese un verbale composto da sei punti circa i piani riguardanti la Croazia:
- l'Italia finanzia con venti milioni di dinari il movimento indipendentista croato;
- questo movimento si impegna a preparare la rivoluzione entro quattro o cinque mesi;
- chiamerà subito le truppe italiane per assicurare l'ordine e la pace;
- la Croazia si proclamerà uno stato indipendente federato con Roma;
- l'Italia potrà tenere forze armate in Croazia e vi terrà un suo luogotenente generale come in Albania;
- dopo qualche tempo si deciderà circa la possibilità di un'unione personale delle corone italiana e croata.

Il 26 marzo 1941, il Regno di Jugoslavia aveva aderito al patto tripartito, divenendo di fatto una nazione amica (e quindi non attaccabile) dell'Italia, ma il giorno seguente, il generale Dušan Simović realizzò a Belgrado un colpo di Stato che capovolgeva completamente la situazione: rinnegò l'alleanza con Italia e Germania, costituì un governo favorevole agli angloamericani e dichiarò maggiorenne il re Pietro II, sovrano sostenuto dai britannici.
Per tutta risposta, il 6 aprile 1941 l'aviazione tedesca effettuò un pesantissimo bombardamento su Belgrado, cui fece seguito l'invasione del Regno di Jugoslavia, il cui crollo e smembramento furono immediati. Il re Pietro II ed il governo furono costretti a lasciare il paese, costituendo a Londra un governo in esilio. Il 10 aprile 1941 venne proclamata l'indipendenza della Croazia. Il nuovo stato, però, non era altro che una nazione fantoccio controllata dall'asse italo-tedesca che comprendeva gran parte della Croazia e della Bosnia ed Erzegovina.
Poiché la Croazia indipendente era priva di una propria dinastia, in quanto l'antico Regno di Croazia era stato incorporato nel Regno d'Ungheria fin dal 1097, e, successivamente, era stato incluso nel nesso dell'Impero austro-ungarico, Ante Pavelić, leader degli Ustascia e capo del governo del nuovo Stato Indipendente di Croazia, rispolverò l'idea di un sovrano italiano e si recò in Italia per offrire ufficialmente la corona di capo dello stato ad un principe di Casa Savoia.
Le motivazioni di questa offerta non sono mai state completamente chiarite: forse Pavelić voleva mostrare gratitudine a Benito Mussolini, che lo aveva aiutato ed ospitato fra le due guerre mondiali; forse voleva sfruttare il fatto che un sovrano italiano, proveniente da una casata antichissima come Casa Savoia, avrebbe giovato al prestigio dei rapporti internazionali del nuovo stato balcanico; o forse voleva prendere le distanze in maniera visibile dalla Germania nazista, che cercava di impadronirsi materialmente del nuovo stato. Secondo altri storici, invece, la decisione di nominare un principe italiano per il trono di questo nuovo stato partì dallo stesso Mussolini, che successivamente convinse Ante Pavelić ad accettare, in modo da dimostrare alla Germania che l'Italia contava ancora qualcosa.
Vittorio Emanuele III fu preso alla sprovvista, in quanto l'offerta della corona di Croazia era generica e sarebbe spettato a lui stesso, secondo Pavelić individuare chi avrebbe dovuto portarla. All'epoca erano parecchi i principi maschi in Casa Savoia: escluso ovviamente il principe ereditario Umberto, rimanevano tutti i membri dei rami collaterali Savoia-Aosta e Savoia-Genova.
Fra gli Aosta venne scartato il conte di Torino Vittorio Emanuele, scapolo ed ormai troppo anziano, mentre fra i Genova venne scartato il duca Ferdinando per gli stessi motivi.
Rimasto incerto fra Aimone e Filiberto, duca di Pistoia, Vittorio Emanuele III optò per Aimone. Sempre secondo i diari di Galeazzo Ciano, tale nomina costituì una vera e propria tegola in testa per Aimone, che doveva in questo modo congedarsi dalla Regia Marina, la sua vera passione, in quanto tale servizio non era conciliabile con la sua nuova funzione. Aimone, tra l'altro, dichiarò:
Il 18 maggio 1941, dopo aver fermamente rifiutato il nome di Zvonimiro II, che assolutamente non gli piaceva, Aimone vinse la riluttanza iniziale, assunse il nome di Tomislavo II e fu designato re dello Stato Indipendente di Croazia.
Aimone, restato in Italia, creò nel suo studio di Firenze un "ufficio per gli affari croati" allo scopo di conoscere il paese sul quale avrebbe dovuto regnare.
Le notizie che pervennero da varie fonti (ambasciata italiana a Zagabria, servizi segreti, rapporti confidenziali e informatori fidati) descrissero lo Stato Indipendente di Croazia come una realtà incompiuta non soltanto a livello istituzionale, ma anche sociale e culturale, e descrissero come spaventosa la situazione interna dello stato, caratterizzata da continue persecuzioni ed eccidi da parte degli ustascia di Ante Pavelić, che avevano avviato una vera e propria pulizia etnica contro minoranze nazionali (serbi), avversari politici (comunisti) e minoranze religiose (ortodossi, ebrei e musulmani).
Per questi motivi e per il fatto che Pavelić intendeva servirsi di Tomislavo II come di un re fantoccio, Aimone non prese mai possesso del trono di Zagabria e fu sovrano solo titolarmente, non recandosi mai in Croazia e abdicando formalmente alla corona il 31 luglio 1943, poco dopo la caduta del fascismo.

### Tentativo di pace con le forze alleate
Intanto al 1942 risalgono i sondaggi effettuati da Aimone riguardanti la possibilità di una pace separata con gli alleati per rompere l'alleanza con la Germania nazista. Nella primavera di quell'anno Aimone ricevette Alessandro Marieni, viceconsole italiano a Ginevra. A questi manifestò l'idea che l'Italia dovesse uscire dalla guerra trattando con gli anglo-americani. Marieni si impegnò a tener informato Aimone degli eventuali sviluppi. A Ginevra, Marieni entrò in contatto con Victor Farrel, un colonnello inglese che operava sotto la copertura di console per la Gran Bretagna. Mediante lui le trattative entrarono nel dettaglio e ne furono informati anche statunitensi e russi.
Il 18 dicembre 1942 il ministro degli esteri inglese, Anthony Eden, informò ufficialmente gli ambasciatori americano e russo a Londra che Aimone era pronto, in cambio di determinate garanzie, a guidare una rivolta per spodestare Benito Mussolini. Le garanzie richieste da Aimone erano:
- Appoggio dell'aviazione inglese.
- Sbarco concordato di truppe anglo-americane.
- Nessuna richiesta di consegna della flotta italiana.
- Mantenimento della monarchia in Italia.

Le trattative, però, si protrassero più a lungo del previsto, fin quasi alle soglie del 25 luglio 1943, senza giungere mai a conclusione poiché il governo britannico non voleva assumersi impegni precisi.

### Duca d'Aosta e seconda guerra mondiale

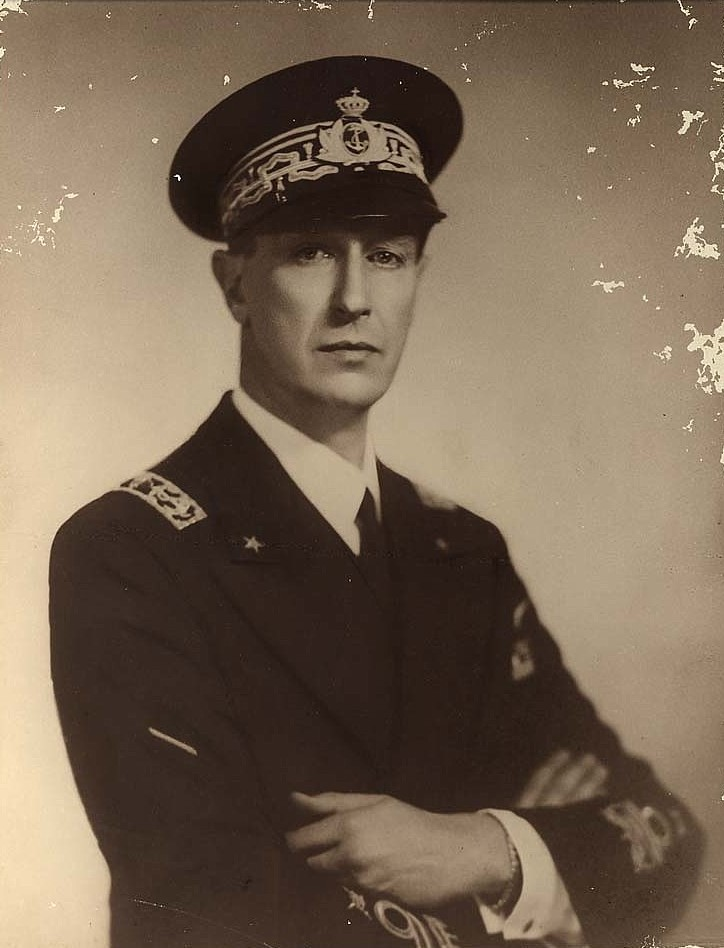
Il IV Duca d'Aosta fotografato nell'aprile 1942

Aimone divenne Duca d'Aosta il 3 marzo 1942 a seguito della morte del fratello Amedeo in un campo di prigionia inglese a Nairobi, in Kenya.
Nel settembre 1943, ammiraglio della Regia Marina, seguì Vittorio Emanuele III a Brindisi sulla torpediniera Indomito perdendo i contatti con la moglie, che, pochi giorni dopo, partorì l'unico figlio, Amedeo.
Negli ultimi mesi della seconda guerra mondiale Aimone, con il Regno del Sud, fu comandante della base navale di Taranto e dell'Ispettorato generale MAS (Mariassalto) e ricevette il grado di ammiraglio di squadra.

### Esilio e morte
Dopo il referendum istituzionale del giugno 1946, abbandonò l'Italia e si trasferì in Sudamerica, morendo diciotto mesi dopo a Buenos Aires, colpito da un infarto.
La sua salma è stata riportata in Italia su interessamento del figlio Amedeo. Inizialmente inumato presso Arezzo, in seguito Aimone venne definitivamente traslato insieme alla moglie Irene (morta nel 1974) nella cripta reale della basilica di Superga, a Torino.

## Ascendenza
|                                            |                              |                                         | Genitori                                   |  |  | Nonni |  |  | Bisnonni                          |  |  | Trisnonni               |  |
|                                            |                              |                                         |                                            |  |  |       |  |  | Vittorio Emanuele II, re d'Italia |  |  | Carlo Alberto di Savoia |  |
|                                            |                              |                                         |                                            |  |  |       |  |  | Vittorio Emanuele II, re d'Italia |  |  | Carlo Alberto di Savoia |  |
|                                            |                              | Maria Teresa d'Asburgo-Lorena           |                                            |  |  |       |  |  | Vittorio Emanuele II, re d'Italia |  |  |                         |  |
| Amedeo I di Spagna                         |                              |                                         |                                            |  |  |       |  |  | Vittorio Emanuele II, re d'Italia |  |  |                         |  |
|                                            |                              | Maria Adelaide d'Asburgo-Lorena         | Ranieri Giuseppe d'Asburgo-Lorena          |  |  |       |  |  |                                   |  |  |                         |  |
|                                            |                              | Maria Adelaide d'Asburgo-Lorena         | Ranieri Giuseppe d'Asburgo-Lorena          |  |  |       |  |  |                                   |  |  |                         |  |
|                                            |                              | Maria Adelaide d'Asburgo-Lorena         | Maria Elisabetta di Savoia-Carignano       |  |  |       |  |  |                                   |  |  |                         |  |
| Emanuele Filiberto di Savoia, duca d'Aosta |                              | Maria Adelaide d'Asburgo-Lorena         |                                            |  |  |       |  |  |                                   |  |  |                         |  |
|                                            |                              | Carlo Emanuele dal Pozzo della Cisterna | Giuseppe Alfonso dal Pozzo della Cisterna  |  |  |       |  |  |                                   |  |  |                         |  |
|                                            |                              | Carlo Emanuele dal Pozzo della Cisterna | Giuseppe Alfonso dal Pozzo della Cisterna  |  |  |       |  |  |                                   |  |  |                         |  |
|                                            |                              | Carlo Emanuele dal Pozzo della Cisterna | Maria Anna Balbo Bertone                   |  |  |       |  |  |                                   |  |  |                         |  |
| Maria Vittoria dal Pozzo della Cisterna    |                              | Carlo Emanuele dal Pozzo della Cisterna |                                            |  |  |       |  |  |                                   |  |  |                         |  |
|                                            |                              | Luisa Carolina Ghislaine di Merode      | Werner di Merode-Westerloo                 |  |  |       |  |  |                                   |  |  |                         |  |
|                                            |                              | Luisa Carolina Ghislaine di Merode      | Werner di Merode-Westerloo                 |  |  |       |  |  |                                   |  |  |                         |  |
|                                            |                              | Luisa Carolina Ghislaine di Merode      | Victoire de Spangen d'Uyternesse           |  |  |       |  |  |                                   |  |  |                         |  |
| Aimone di Savoia, re di Croazia            |                              | Luisa Carolina Ghislaine di Merode      |                                            |  |  |       |  |  |                                   |  |  |                         |  |
|                                            | Ferdinando Filippo d'Orléans | Luigi Filippo I di Francia              |                                            |  |  |       |  |  |                                   |  |  |                         |  |
|                                            | Ferdinando Filippo d'Orléans | Luigi Filippo I di Francia              |                                            |  |  |       |  |  |                                   |  |  |                         |  |
|                                            | Ferdinando Filippo d'Orléans | Maria Amalia di Borbone-Due Sicilie     |                                            |  |  |       |  |  |                                   |  |  |                         |  |
| Filippo d'Orléans                          | Ferdinando Filippo d'Orléans |                                         |                                            |  |  |       |  |  |                                   |  |  |                         |  |
|                                            |                              | Elena di Meclemburgo-Schwerin           | Federico Ludovico di Meclemburgo-Schwerin  |  |  |       |  |  |                                   |  |  |                         |  |
|                                            |                              | Elena di Meclemburgo-Schwerin           | Federico Ludovico di Meclemburgo-Schwerin  |  |  |       |  |  |                                   |  |  |                         |  |
|                                            |                              | Elena di Meclemburgo-Schwerin           | Carolina Luisa di Sassonia-Weimar-Eisenach |  |  |       |  |  |                                   |  |  |                         |  |
| Elena di Francia                           |                              | Elena di Meclemburgo-Schwerin           |                                            |  |  |       |  |  |                                   |  |  |                         |  |
|                                            |                              | Antonio d'Orléans, duca di Montpensier  | Luigi Filippo I di Francia                 |  |  |       |  |  |                                   |  |  |                         |  |
|                                            |                              | Antonio d'Orléans, duca di Montpensier  | Luigi Filippo I di Francia                 |  |  |       |  |  |                                   |  |  |                         |  |
|                                            |                              | Antonio d'Orléans, duca di Montpensier  | Maria Amalia di Borbone-Due Sicilie        |  |  |       |  |  |                                   |  |  |                         |  |
| Maria Isabella d'Orléans                   |                              | Antonio d'Orléans, duca di Montpensier  |                                            |  |  |       |  |  |                                   |  |  |                         |  |
|                                            |                              | Luisa Ferdinanda di Spagna              | Ferdinando VII di Spagna                   |  |  |       |  |  |                                   |  |  |                         |  |
|                                            |                              | Luisa Ferdinanda di Spagna              | Ferdinando VII di Spagna                   |  |  |       |  |  |                                   |  |  |                         |  |
|                                            |                              | Luisa Ferdinanda di Spagna              | Maria Cristina di Borbone-Due Sicilie      |  |  |       |  |  |                                   |  |  |                         |  |
|                                            |                              | Luisa Ferdinanda di Spagna              |                                            |  |  |       |  |  |                                   |  |  |                         |  |

### Ascendenza patrilineare
1. Umberto I, conte di Savoia, circa 980-1047
2. Oddone, conte di Savoia, 1023-1057
3. Amedeo II, conte di Savoia, 1046-1080
4. Umberto II, conte di Savoia, 1065-1103
5. Amedeo III, conte di Savoia, 1087-1148
6. Umberto III, conte di Savoia, 1136-1189
7. Tommaso I, conte di Savoia, 1177-1233
8. Tommaso II, conte di Savoia, 1199-1259
9. Amedeo V, conte di Savoia, 1249-1323
10. Aimone, conte di Savoia, 1291-1343
11. Amedeo VI, conte di Savoia, 1334-1383
12. Amedeo VII, conte di Savoia, 1360-1391
13. Amedeo VIII (Antipapa Felice V), I duca di Savoia, principe di Piemonte, 1383-1451
14. Ludovico, II duca di Savoia, principe di Piemonte, 1413-1465
15. Filippo II, III duca di Savoia, principe di Piemonte, 1443-1497
16. Carlo II, IV duca di Savoia, principe di Piemonte, 1486-1553
17. Emanuele Filiberto, V duca di Savoia, principe di Piemonte, 1528-1580
18. Carlo Emanuele I, VI duca di Savoia, principe di Piemonte, 1562-1630
19. Tommaso Francesco, principe di Carignano, 1596-1656
20. Emanuele Filiberto, principe di Carignano, 1628-1709
21. Vittorio Amedeo I, principe di Carignano, 1690-1741
22. Luigi Vittorio, principe di Carignano, 1721-1778
23. Vittorio Amedeo II, principe di Carignano, 1743-1780
24. Carlo Emanuele, principe di Carignano, 1770-1800
25. Carlo Alberto, re di Sardegna, 1798-1849
26. Vittorio Emanuele II, re d'Italia, 1820-1878
27. Amedeo I, re di Spagna e I duca d'Aosta, 1845-1890
28. Emanuele Filiberto, principe delle Asturie e II duca d'Aosta, 1869-1931
29. Aimone, IV duca d'Aosta e re di Croazia, 1900-1948

## Titoli e onorificenze

### Titoli e trattamento
- 19 marzo 1900 - 21 settembre 1900: Sua Altezza reale il principe Aimone di Savoia Aosta
- 22 settembre 1900 - 29 marzo 1942: Sua Altezza Reale il principe Aimone di Savoia Aosta, Duca di Spoleto
- 30 marzo 1942 - 29 gennaio 1948: Sua Altezza Reale il principe Aimone di Savoia Aosta, Duca d'Aosta e Duca di Spoleto
  - 18 maggio 1941 - 12 ottobre 1943: Sua Maestà il Re Tomislavo II di Croazia

### Altri riconoscimenti
- Medaglia d'oro della Royal Geographical Society (Regno Unito)